# L’Espunyola
L'Espunyola – gmina w Hiszpanii, w prowincji Barcelona, w Katalonii, o powierzchni 35,35 km². W 2011 roku gmina liczyła 255 mieszkańców.